# Theognisz
Theognisz (ógörög nyelven: Θέογνις) Megarából származott ógörög elégiaköltő, az I. e. 6. század második felében alkotott. Az ún. gnomikus elégia fő képviselője. 

## Élete
A dórok nemzetségéhez tartozott, mely épp az ő korában a népi felkelés következtében elvesztette hatalmát és vagyonát. Theognisz az arisztokrata párt híveként részt vett a politikai harcokban, de pártjával együtt vereséget szenvedett, birtokait elkobozták. Száműzöttként járta be Spártát, Eubeát, Szicíliát. Később abbahagyta a pártküzdelmet, visszatért hazájába, de nem mondott le arisztokratikus elveiről; birtokait nem kapta vissza.

## Költészete
Költészetének iránya épp az arisztokratikus elvek érdekében hajolt a gnomikus elégiához, melynek Theognisz a fő képviselője. A Szuda-lexikon szerint írt egy elégiát a Siracusa ostromából menekültekre (2800 sor) és egy Cyrnus nevű ifjúhoz buzdító elégiát. Fennmaradt egy 694 elégiai pársorból álló gyűjtemény két könyvben, melyek közül az első politikai és erkölcsi intelmeket, a második – mely csak a modenai kódexben maradt fenn –, szép ifjakhoz intézett szerelmi költeményeket tartalmaz. 
A gyűjteménybe olyan költemények is belekerültek, melyek nem Theognisztól származnak; elkülönítésük igen nehéz. Voltaképp velős mondások gyűjteményeként foroghatott közkézen, magvát a Cyrnushoz intézett rész képezte. A hitelesség fő ismerve, ha az ifjút beleszövi versébe, habár másokhoz írt buzdító verseit is tartalmazza a gyűjtemény. Így Szimónidészt, Cleraristust, Onomakrituszt, Damokleszt szintén megszólaltatja elégiáiban.
Theognisz versei nagyobbára gnómák, vagyis életbölcsességet, erkölcsi tanulságot kifejező rövid költemények, kisebb részben skolionok, ivó-dalok, melyek a jó lakoma és a jó bor örömeit dicsérik; valamennyi elégikus versmértékben. Az ókori görög költészetnek ebben a korai időszakában az elégia még csak versforma; az ún. „elégikus” hang teljesen, és többnyire a személyes érzelem is hiányzik belőlük. 